# Paola Sallustro
Paola Sallustro, conosciuta come Poli Sallustro, nota anche con lo pseudonimo di POL-Y (Buenos Aires, 22 maggio 1988), è un'attrice e cantautrice argentina.

## Biografia
Paola è una discendente di un uomo d'affari italo-paraguaiano Oberdan Sallustro, nonché del calciatore italiano Attila Sallustro.

### Carriera
Ha debuttato come attrice nella telenovela Rebelde Way nel 2003, interpretando il personaggio di Agustina Laumann. Nel 2004 ha partecipato alla telenovela Flor - Speciale come te, interpretando il personaggio di Maia Fritzenwalden, ritornando per qualche episodi anche nella seconda stagione. Nel 2005 è nella telenovela El patrón de la vereda, dove interpreta Catalina. Nel 2006 ha avuto una partecipazione in El refugio, nel ruolo di Katrina. Successivamente ha fatto parte del cast di diverse opere teatrali e ha avuto anche partecipazioni speciali in Teen Angels nel 2008 e Los únicos nel 2011.

## Vita privata
Dal 2014 ha una relazione con il batterista e corista Diego Lichtenstein del gruppo musicale rock argentino Tan Biónica, con cui si sposa nel febbraio 2023. Il 12 marzo 2024 nasce loro figlia.

## Filmografia

### Televisione
- Rebelde Way – serial TV (2002-2003)
- Flor - Speciale come te (Floricienta) – serial TV (2004-2005)
- El patrón de la vereda – serial TV (2005)
- El refugio – serial TV (2006)
- Teen Angels (Casi Ángeles) – serial TV (2008)
- Los únicos – serial TV (2011)

## Discografia

### Album in studio
- 2011 – Para besarte mejor
- 2013 – Volando
- 2018 – Salvajes

### Singoli
- 2016 – Despertar
- 2016 – Salvajes
- 2017 – Bla
- 2018 – Hey!
- 2018 – Demonios
- 2018 – Brujeria
- 2018 – La benjamín (con Lelé)
- 2019 – Aprendí
- 2020 – Lo prohibido
- 2020 – Para la eternidad
- 2023 – Tal vez, no sé (con Muerdo)

## Videografia
- 2013 – No quieras más
- 2014 – La mujer del abismo
- 2016 – Salvajes
- 2018 – Despertar
- 2017 – Bla
- 2018 – Hey!
- 2018 – Brujeria
- 2018 – Fuego en el mar
- 2019 – La benjamín (con Lelé)
- 2019 – Aprendí
- 2020 – Lo prohibido
- 2020 – Para la eternidad
- 2023 – Tal vez, no sé (con Muerdo)

## Teatro
- Floricienta, en vivo tour (2004-2005)
- La princesa pobre, un musical de amor (2006)
- Beso de picaflor (2007)
- Amigos y algo más (2009)
- Cantando para curar, historias de familias cantoras (2010)

## Doppiatrici italiane
Nelle versioni in italiano delle opere in cui ha recitato, Paola Sallustro è stata doppiata da:
- Katia Simeoni in Flor - Speciale come te[6]